# Périgord vert (région touristique)
Pour les articles homonymes, voir Périgord vert.

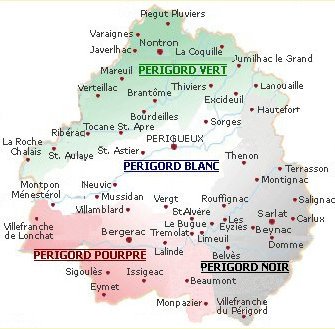
Carte du Périgord et ses quatre couleurs

Le Périgord vert est, avec le Périgord blanc, le Périgord noir et le Périgord pourpre, l'une des quatre appellations touristiques du Périgord. Le Périgord vert est le territoire au nord du département de la Dordogne.

## Présentation
La délimitation du Périgord vert varie suivant les sources. Il englobe toujours le nord et nord-est du département de la Dordogne, tandis que l'extension vers le sud est variable.
Le terme est récent. Font partie de la région touristique Périgord vert : le Nontronnais, Brantôme, Bourdeilles, Champagnac-de-Belair et Villars, Excideuil, le pays de Lanouaille, le pays de Jumilhac-le-Grand, Saint-Jean-de-Côle, Thiviers, le Ribéracois, Montagrier et Tocane-Saint-Apre, Saint-Aulaye et la Roche-Chalais et leur région, le Verteillacois, Mareuil-sur-Belle.
L'association de collectivités Pays Périgord vert y ajoute Sorges.
Le Périgord vert, également appelé Périgord septentrional, est le nom d'une région naturelle du nord-ouest du département de la Dordogne. Il tire son nom des importantes étendues agricoles et boisées qui caractérisent son territoire. Débordant au sud-ouest sur une partie du Périgord blanc, du Ribéracois et de la Double, il forme aujourd'hui l'une des quatre appellations touristiques du Périgord, avec le Périgord blanc, le Périgord noir et le Périgord pourpre. 
Région rurale de Dordogne comprise entre la plaine de l'Isle, le sud-est de la Charente et la Haute-Vienne, le Périgord vert actuel s'articule autour des vallées de la Dronne et du Bandiat. Les principaux pôles urbains sont ceux de Nontron la sous-préfecture (3 444 habitants en 2008), Ribérac (4 125 habitants et près de 5 700 dans l'unité urbaine) et Thiviers (3 147 habitants).